# 京王井の頭線
井の頭線（いのかしらせん）は、東京都渋谷区の渋谷駅から下北沢駅や明大前駅を経て武蔵野市の吉祥寺駅を結ぶ京王電鉄の鉄道路線である。路線名の由来は沿線の井の頭恩賜公園から。路線図や乗り換え案内で使用されるラインカラーは「京王ブルー（インディゴブルー）」（■）、駅ナンバリングで使われる路線記号はIN。

## 概要
京王線や京王相模原線と並ぶ京王電鉄の主要路線である。東京の副都心である渋谷と、多摩地域でも有数の繁華街である吉祥寺の間を、途中下北沢駅で小田急小田原線、明大前駅で京王線と接続しながら結んでいる。当路線の渋谷駅は渋谷マークシティと直結している。山手線に接続する大手私鉄の主要路線の中では珍しく、西武新宿線や東急池上線とともに地下鉄との直通運転を行なっていない。全線が武蔵野台地上を走り、渋谷から吉祥寺までほぼ上り片勾配である。踏切は多いが、主要な道路とは敷設時から立体交差になっており、環状八号線と交差する高井戸駅は1972年に高架駅となっている。駅間距離が非常に短く、隣の駅までが1キロメートル未満（平均駅間距離0.8 km）であることがほとんどで、隣の駅がホームの端から見える駅も少なくない。路線距離は短いが、平日朝のラッシュ時間帯を除いて急行運転が行なわれている。
また、関東私鉄各社の中で最初に冷房率100%を達成した路線でもある。
軌間に1372mmのいわゆる馬車軌間を採用する他の京王電鉄の路線（京王線系統）とは異なり、井の頭線では1067mmの狭軌を採用している。これはもともと、井の頭線が小田急電鉄系の帝都電鉄の路線として開業したためである。
トンネルは渋谷駅隣の神泉駅の前後に1つずつあり、吉祥寺寄りの神泉トンネルには駅のホームが延びている。戦時中から戦後しばらくは小田急小田原線と代田連絡線を介して繋がっていたが、同連絡線の廃止後は他路線と線路が繋がっておらず、独立した路線となっている。

### 路線データ
- 路線距離：12.7 km
- 軌間：1067 mm - 京王電鉄唯一の1067 mm路線である。
- 駅数：17駅（起終点駅含む）
- 複線区間：全線複線
- 電化区間：全線（直流1500 V）
- 保安装置：京王ATC、速度制御式
- 最高速度：90 km/h[1]
- 2020年度の混雑率：99%（池ノ上駅→駒場東大前駅 7:45-8:45）[3]

## 沿線概況

### 渋谷 - 下北沢
渋谷マークシティ内にある渋谷駅のホームは地表ではなく高架レベルだが、高低差のある谷型地形のため、出発してすぐ渋谷トンネルに入る。道玄坂およびその地下を走る田園都市線と交差し、渋谷トンネルを出た直後に着く神泉駅は地表レベルである。しかし同駅のホームの途中から再び神泉トンネルとなり、東京都道317号環状六号線（山手通り）と交差する。神泉トンネルを抜けると淡島の低地に出るため、再び地上を走る。北側に東京大学駒場キャンパスを見ながら駒場東大前駅となる。旧東大前駅と旧駒場駅とが統合されたのは1965年で、吉祥寺寄りには旧駒場駅のホーム跡がある。池ノ上駅の先で盛土を走るようになり、密集した市街地を見下ろせる。茶沢通りの上を越える直前付近から、斜めに交差する小田急小田原線の地上線跡地を越え下北沢駅となるところまでの盛土は切り崩されて、鉄筋コンクリートの橋脚に置き換えられており、2022年には高架下と高架沿いに商業施設「ミカン下北」が開業した。

### 下北沢 - 明大前
下北沢駅を発車すると緩い下り勾配となる。発車前から次の新代田駅と東京都道318号環状七号線（環七通り）を望め、立体交差の様子が窺える。新代田駅から東松原駅の直線区間の線路脇に植樹されたアジサイは、開花時期になるとライトアップされるが、アジサイのほかにも沿線のあちらこちらに植樹がされている。東松原駅からは線路が大きく右にカーブし、やがて京王線の下をくぐると明大前駅に到着する。

### 明大前 - 永福町
明大前駅を発車すると国道20号（甲州街道）・首都高速4号新宿線と交差する。次に玉川上水水路橋をくぐるが、この橋は幻となった東京山手急行電鉄の遺構であり、複々線分のスペースが確保されている。ここから直線で勾配を上っていく。神田川を渡り、井の頭通りを右に見ながら左にカーブすると東京都道427号と交差し2面4線の永福町駅に到着する。

### 永福町 - 久我山
永福町駅を発車すると、右手に京王バスの車庫と保線基地がある。かつては井の頭線の車両基地があった所で、新車搬入は現在もここで陸送により行われる。バス車庫を過ぎたところで東京都道428号高円寺砧浄水場線（荒玉水道道路）と踏切で交差する。ここからは西永福駅、浜田山駅と暫く直線で抜けている。そのため、浜田山駅から永福町駅の進路現示を望むことができた（京王ATC導入後は色灯式信号機がなくなったために確認することは出来なくなった）。
浜田山駅を発車すると左にカーブしながら杉並清掃工場付近で高架を上っていき、南側に神田川が沿う。付近は桜並木となっている。高井戸駅ホームは東京都道311号環状八号線（環八通り）と直交している。高井戸駅を発車すると高架を下っていき、右にカーブして富士見ヶ丘駅に到着。左手に富士見ヶ丘検車区を見るとまもなく久我山駅に到着する。この区間の駅は永福町駅以外すべて1面2線の島式ホームである。

### 久我山 - 吉祥寺
久我山を発車すると、両側に土手が現れる。そのまま直線で走り抜け、神田川を過ぎると三鷹台駅に到着する。三鷹台駅を出ると、右急カーブの後、神田川に沿って走り井の頭公園駅に到着する。その後、井の頭公園の遊歩道の上を走り、急カーブ・急勾配の後、弁天通りの上を通り、井の頭通りの上が吉祥寺駅のホームの端となる。同駅は開業時から高架駅だが、これは井の頭通りと当時地平にあった中央線を跨ぎ延伸する計画（後述）があったためともされる。

## 歴史
元々は小田急電鉄とルーツを同じくする帝都電鉄の路線であった。
帝都電鉄の前身となる東京山手急行電鉄は大井町 - 世田谷 - 滝野川 - 西平井 - 洲崎間50 km余りの免許を1927年に取得した会社で、山手線外部に第二環状線を形成する予定であったが、昭和恐慌の影響でそれどころではなくなった。同社の企画を承継した鬼怒川水力電気の利光鶴松は1928年に渋谷 - 吉祥寺間の免許を交付されていた渋谷急行電鉄を東京山手急行電鉄に合併させて東京郊外鉄道と改称した後、収益性の高い旧渋谷急行電鉄の路線の建設を優先させることにし、社名を再度帝都電鉄と改め、1933年 - 1934年に全線を順次開業させた。
同線は山手線周辺から郊外へ延びる鉄道としては、他の路線と比較してもかなり遅くに開業した路線となった。そのため、当時としては珍しく高架・掘割を中心にして建設し、車両も全鋼鉄製で自動扉を採用して女性車掌が乗務するなど、開業時はかなり近代的な路線であった。しかし不況のため建設資金に不自由し、線路は鉄道省で使用していたものの払い下げで、従業員も多くは鬼怒電グループの人員整理で余剰と化した者が採用された。そのため、乗り心地は余りよくなかったとも言われる。なお、旧・東京山手急行電鉄が所有していた免許は、1940年までにすべてが失効した。
後に同系の小田原急行鉄道に合併されて同社の帝都線となり、小田原急行鉄道は鬼怒川水力電気に合併され小田急電鉄となった。そして1942年にこの小田急電鉄が東京横浜電鉄に合併され当線は東京急行電鉄（いわゆる「大東急」）渋谷営業局の所管となり、このとき線名が現在の井の頭線となった。
戦後の大東急解体時に経営的な判断から旧京王電気軌道と組み合わされた経緯があり、その際かつての帝都線を含んでいるということから分離・独立した会社の名前は「京王帝都電鉄」となった。同社が現在の「京王電鉄」に社名を変更したのは1998年である。また、この解体当時京王支社長として井の頭線の「移管」を推進し、その後京王が急成長した際に社長を務めた井上定雄は、帝都電鉄の出身者である。なお、小田急側では井の頭線に代わる補償として、箱根登山鉄道（現：小田急箱根）と神奈川中央乗合自動車（現：神奈川中央交通）を系列会社としている。
小田急小田原線との乗換駅である下北沢駅で、2019年3月15日まで改札内で乗り換えが可能であったことは、井の頭線が旧小田急電鉄の路線であった名残である。
戦前の全通時に現行の駅がほぼすべて設置されており、戦後に設置されたのは駒場駅と東大前駅を統合して開業した駒場東大前駅のみである。
戦時中の永福町検車区被災により、応急的に代田二丁目駅（現：新代田駅）と小田原線世田谷中原駅（現：世田谷代田駅）間に代田連絡線が敷設され、車両の融通が行われたが、同線撤去後は他線との連絡がなくなったため、車両は陸路で永福町駅に隣接している京王バス永福町営業所付近から搬入・搬出している。代田連絡線の廃線跡は住宅地になり、痕跡はほとんど残っていない。
終戦直後には、当時武蔵野市で計画されていたグリーンパーク野球場への観客を当て込んだアクセス路線として、吉祥寺駅から西武新宿線田無駅を経由して西武池袋線東久留米駅まで延伸する計画が存在した（東久留米駅から現在のひばりが丘団地付近は戦時中にあった中島航空金属の工場専用線を買収する形としていた）。しかし、1951年に完成した同球場はその立地面や環境面の悪さからわずか1年で休止状態に陥り、さらに地元での新路線建設への反対運動も起こったことから、この延伸計画は頓挫している。

### 年表
- 1933年（昭和8年）8月1日：渋谷 - 井の頭公園間（12.1 km）開通。
- 1934年（昭和9年）4月1日：井の頭公園 - 吉祥寺間（0.7 km）が開通し、渋谷 - 吉祥寺間全線開通。
- 1935年（昭和10年）
  - 2月8日：西松原駅を明大前駅に改称。
  - 8月10日：東駒場駅を一高前駅に改称。
- 1937年（昭和12年）8月1日：西駒場駅を駒場駅に改称（7月8日届出[7]）。
- 1940年（昭和15年）5月1日：帝都電鉄が同じ鬼怒川水力電気系列の小田原急行鉄道に合併して同社の帝都線となる。
- 1941年（昭和16年）3月1日：鬼怒川水力電気は小田原急行鉄道を合併して、小田急電鉄となる。
- 1942年（昭和17年）5月1日：東京横浜電鉄に合併され、東京急行電鉄（大東急）の路線となる。帝都線を井の頭線と改称。
- 1945年（昭和20年）
  - 5月25日：東京大空襲により永福町車庫が被災。31両のうち24両が焼失、壊滅的な被害を受ける。
  - 6月：上記空襲被害の応援車を入線させるため、代田二丁目（現・新代田） - 小田原線世田谷中原（現・世田谷代田）間を結ぶ代田連絡線敷設。
- 1948年（昭和23年）6月1日：東京急行電鉄の再編成により、井の頭線は京王帝都電鉄の所有路線となる。
- 1949年（昭和24年）7月：渋谷 - 永福町間で3両編成運転開始。全線での3両編成運転は1952年夏。
- 1951年（昭和26年）12月1日：一高前駅を東大前駅に改称。
- 1953年（昭和28年）9月：代田連絡線廃止。
- 1961年（昭和36年）11月15日：4両編成運転を開始。
- 1965年（昭和40年）7月11日：駒場駅と東大前駅を統合し、駒場東大前駅開業。
- 1966年（昭和41年）7月21日：代田二丁目駅を新代田駅に改称。
- 1969年（昭和44年）2月：冷房車2編成を導入。
- 1970年（昭和45年）
  - 4月1日：車両工場を永福町から富士見が丘に移転。
  - 6月1日：全線に列車運行管理システム（TTC）を導入[8]。
- 1971年（昭和46年）
  - 4月30日：5両編成運転を開始。
  - 12月15日：永福町駅に待避線を設置、急行運転開始[9]。当初の最高速度は80 km/h。
- 1978年（昭和53年）1月10日：全列車を5両編成化。
- 1984年（昭和59年）3月21日：全列車が冷房化され冷房化率100%達成。
- 1997年（平成9年）12月28日：渋谷駅改良工事完成に伴い0.1 km短縮。
- 1998年（平成10年）7月1日：京王電鉄と社名変更。
- 2011年（平成23年）7月1日：土曜ダイヤと休日ダイヤが統合される。東日本大震災に伴う節電ダイヤを実施（後述）。
- 2013年（平成25年）
  - 2月22日：駅ナンバリングを導入。
  - 3月3日：ATCの使用を開始[10]。
- 2015年（平成27年） 
  - 7月18日：渋谷駅 - 駒場東大前駅間のトンネル内で携帯電話の利用が可能となる[11]。
  - 12月6日：吉祥寺駅に当路線初となるホームドアが設置される[12]。
- 2025年（令和7年）春：1000系を使用して回送電車にて運転士と車掌が乗務して自動運転の試験を実施予定[13]

## 運転
| 種別＼駅名 | 種別＼駅名 | 渋谷  | …     | 吉祥寺 |
| ---------- | ---------- | ----- | ----- | ------ |
| 運行 本数  | 急行       | 7.5本 | 7.5本 | 7.5本  |
| 運行 本数  | 各停       | 7.5本 | 7.5本 | 7.5本  |

各駅に停車する各停のほか、急行が運転されている。
各時間帯のダイヤはおおむね次の通りになっている。（一部例外あり）。
- 早朝：各停が運転される。平日は急行が6時台から7時台頭に上り10本と7時台頭に下り3本設定されている。
- 朝ラッシュ時（平日）：各停が約2分間隔で、吉祥寺駅発着と富士見ヶ丘駅発着がおおむね交互に運転される。急行が8時・9時台に上り13本と9時台に下り8本設定されている。
- 朝（土休日）：急行と各停がそれぞれ7.5分間隔で運転される（1時間に計16本）。
- 日中：急行と各停がそれぞれ8分間隔で運転される（1時間に計14本 - 16本）。
- 夕ラッシュ時（平日）：急行と各停がそれぞれ6分間隔で運転される（1時間に計20本）。
- 夜間（平日）：急行と各停がそれぞれ7.5分間隔で運転される（1時間に計16本）。
- 夜間（土休日）・深夜：急行と各停がそれぞれ10分間隔で運転される（1時間に計12本）。

かつては平日・土曜・休日でそれぞれ異なるダイヤが使用されていたが、東日本大震災による電力不足に伴う2011年7月からの節電ダイヤを機に土曜日ダイヤと休日ダイヤは統合され、他路線同様に土休日ダイヤにまとめられた。2008年から2010年までの8月は、吉祥寺駅高架橋改築工事により2線のうちの1線を使用休止し、通常ダイヤに若干の運用変更を施した夏季特別ダイヤが組まれた。

### 列車種別

#### 急行
京王電鉄の路線図では緑（■ #0ca73d）、英語表記は「Express」。井の頭線の最速達列車であり、朝ラッシュ混雑ピーク時間帯の7時台から8時台を除いた終日に亘って設定されている。
1971年に運転が開始された。運転開始から2001年3月までは全線所要時間が17分（最高速度80 km/h）で、その後、最高速度を90 km/hに引き上げた。下り列車は永福町駅 - 久我山駅間を90 km/h（ただし高井戸駅 - 富士見ヶ丘駅間に85 km/h制限曲線あり）で走行することが多い。現在は渋谷駅 - 吉祥寺駅間を最短16分で結ぶが、平日朝ラッシュ時は約24分、日中は約17分、平日夕ラッシュ時は約21分かかる。
すべての急行は永福町駅で先行する各停との緩急接続が行われる。また、花見シーズンの土休日には井の頭公園駅に、東京大学駒場キャンパスでの入試日および大学のオープンキャンパスとイベント（駒場祭）開催日には帰宅時間帯に上り数本が駒場東大前駅に臨時停車する。ただし、異常時によるトラブルや事故などが発生した場合は、状況によっては急行運転を中止することがある。
2013年2月22日のダイヤ改定で平日早朝に上り2本が新設され、平日・土休日ともに0時台まで運転時間帯が拡大された。
正面の種別表示は、5000系以前の京王線では長方形の種別板に種別名を円形に描き、枠に差し込んで表示していたが、井の頭線では円形の種別デザインこそ京王線と同じものの、種別板自体は円形で、車体の金具に引っ掛けて表示していた。また側面の種別表示は井の頭線では、赤地に白字の「急　行」の板を取り付けていた。後に正面・側面とも種別表示を全て幕で表示する様になり、廃止されている。

#### 各停
京王電鉄の路線図では黒（■ #878787）、英語表記は「Local」。
渋谷駅 - 吉祥寺駅間の最短所要時間25分であるが、急行の1本前を走る各停は永福町駅で急行の待ち合わせをするため、全線を通しては約30分かかる。平日朝ラッシュピーク時は急行が運転されずに各停のみがほぼ2分間隔で運転されるため、速達列車が運転される路線のような特定列車への乗客の集中は発生しにくいが、上り列車は渋谷駅に近づく程どの車両も激しく混雑する（主に渋谷側の1・2両目の5・4号車、渋谷駅の乗り換え改札が先頭にあるため）。列車は大半が渋谷駅 - 吉祥寺駅間で運転されるが、平日朝ラッシュ時・土休日10時台の下りと平日・土休日の夜間から深夜には富士見ヶ丘行の列車が、深夜に吉祥寺発明大前行の列車がある。2025年3月のダイヤ改正では、早朝に永福町発吉祥寺行の列車が新たに設定された。富士見ヶ丘行の列車は引き上げ線入線後に折り返し渋谷行となるか、近接する富士見ヶ丘検車区へ入庫する。吉祥寺発明大前行の列車は明大前駅到着後、折り返し線を使って富士見ヶ丘駅へと回送される。

## 車両
1996年から5両編成の1000系が使用されており、1962年から運転されていた3000系は2011年12月に営業運転を終了した。
ステンレス車両となった3000系からは編成ごとにカラーリングが施されているが、色がブルーグリーン、アイボリーホワイト、サーモンピンク、ライトグリーン、ラベンダー、オレンジベージュ、スカイブルーと全部で7パターンあり、「レインボーカラー」といわれている。このため、ステンレス車両ばかりが走る線区でありながら、一般的なイメージも「銀色の電車」ではない。オレンジベージュは当初はベージュで、2009年5月に登場した1000系20番台（第27編成）からこの色に変更され、計8パターンのカラーリングとなった。1000系のベージュの車両（第6・13編成）についても2010年春から従来のベージュがオレンジベージュに変更され、最終的には7パターンに戻っている。このカラーリングは同じ京王電鉄が経営する本線格の京王線でも採用されていない、井の頭線独自のカラーリングである。2012年から第29編成がレインボーカラー帯の特別ラッピング車両となっている。

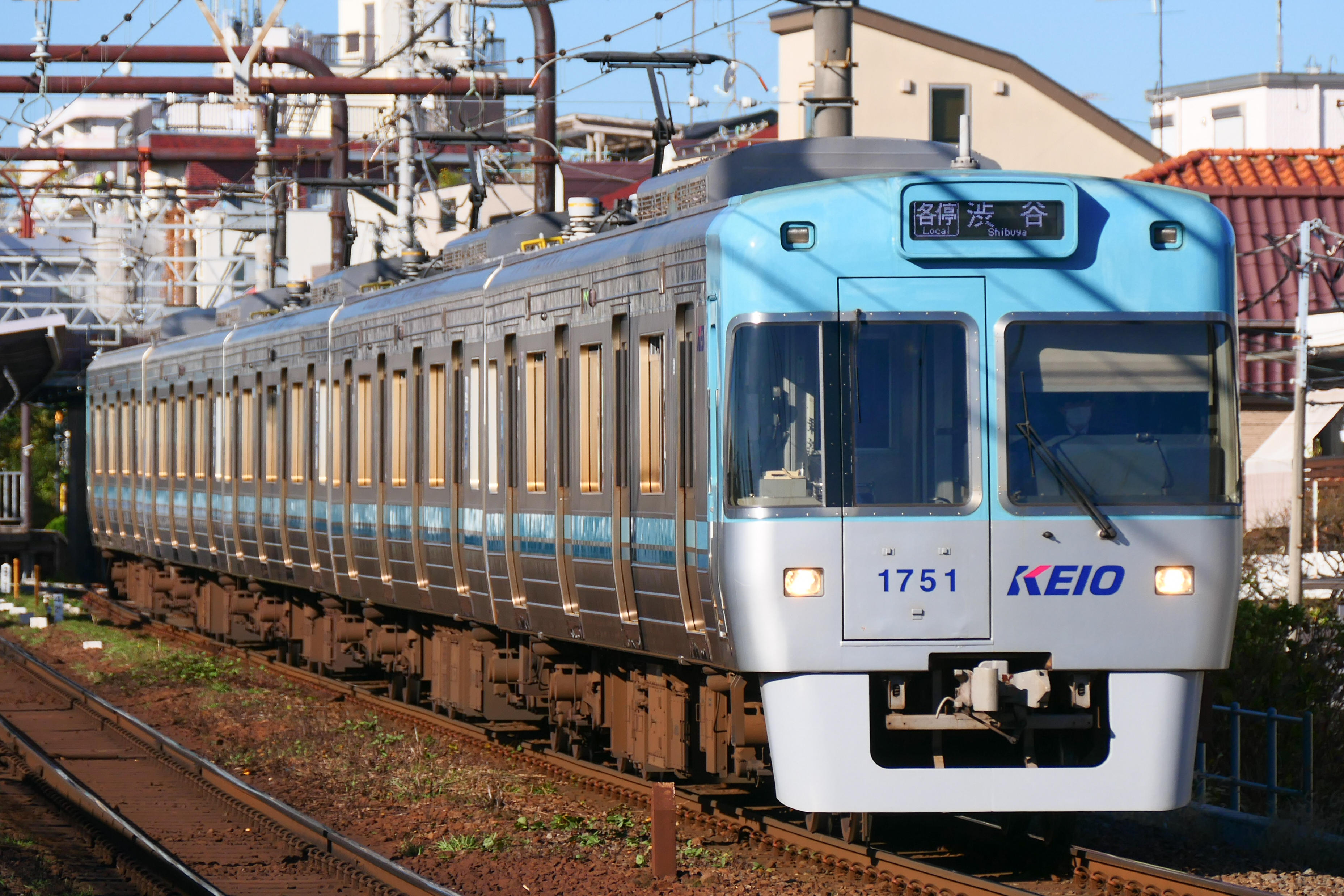
1000系 ブルーグリーン 第1・8・15・22編成
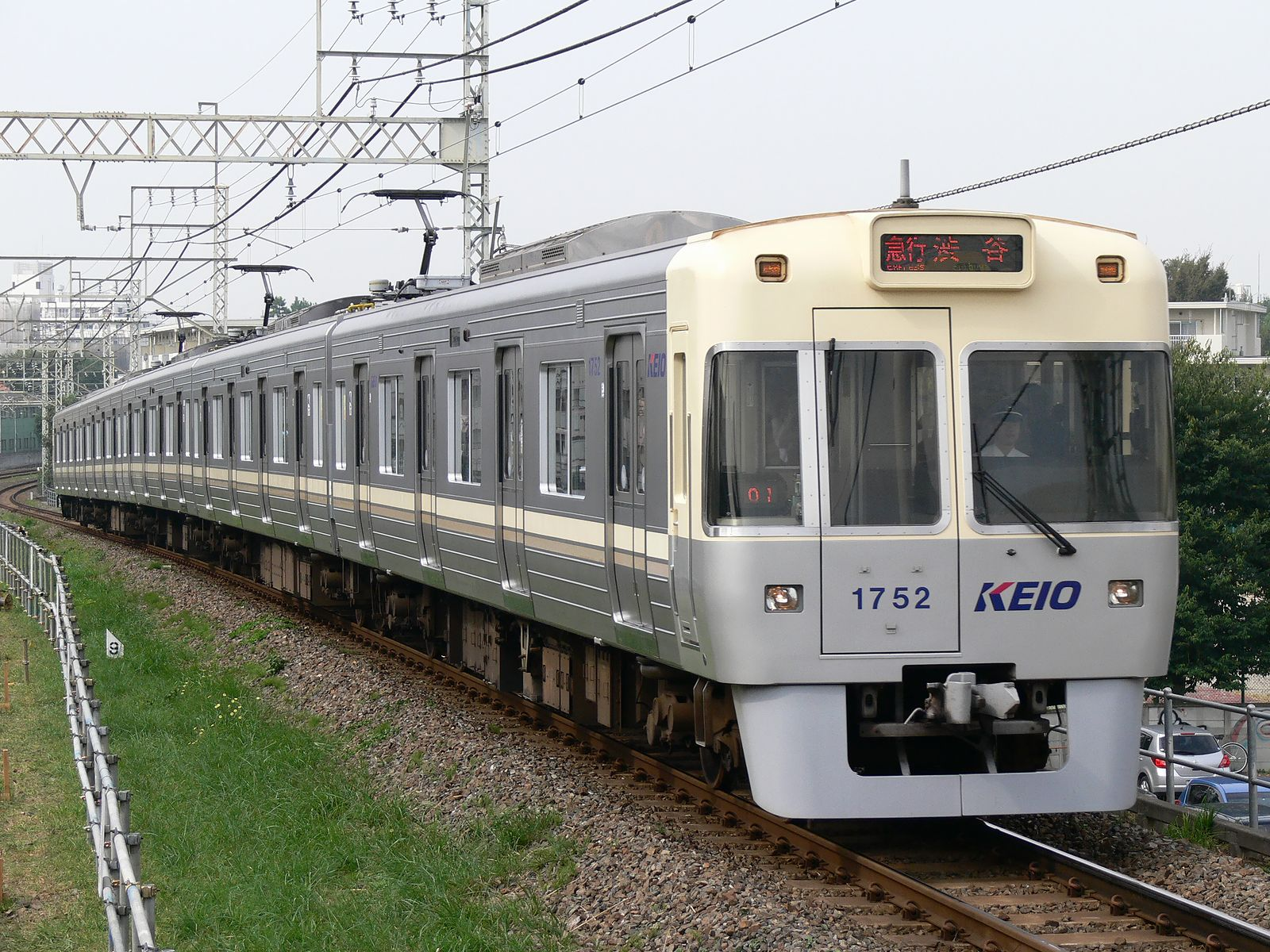
1000系 アイボリーホワイト 第2・9・16・23・30編成[色 1]
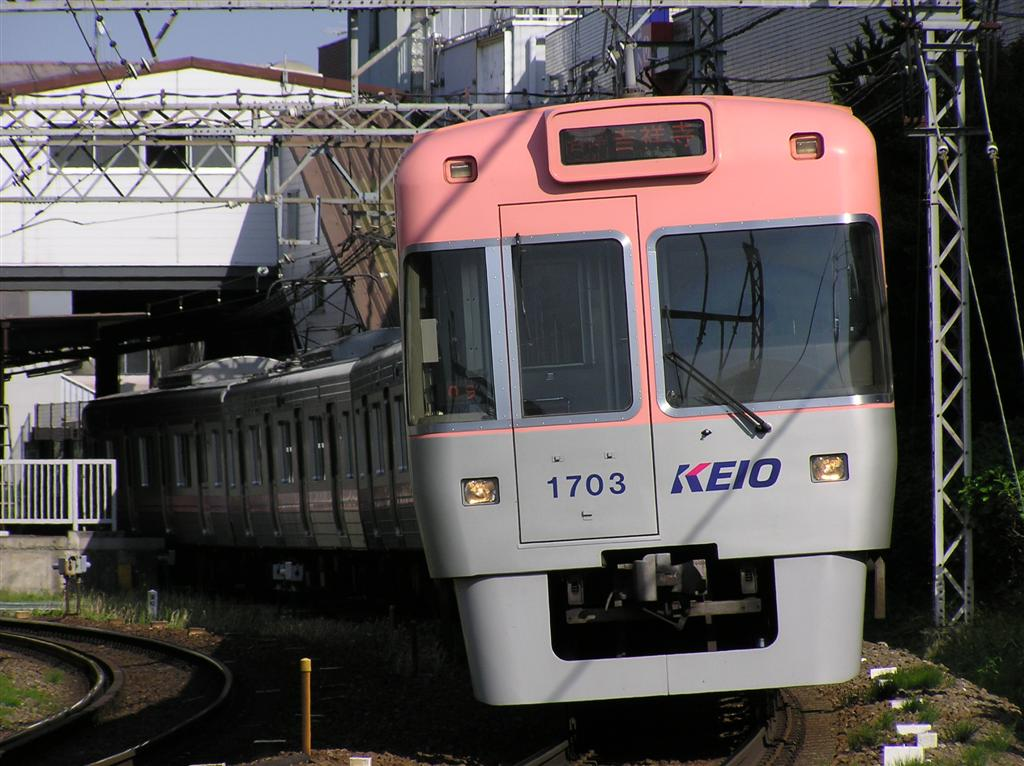
1000系 サーモンピンク 第3・10・17・24・31編成[色 1]
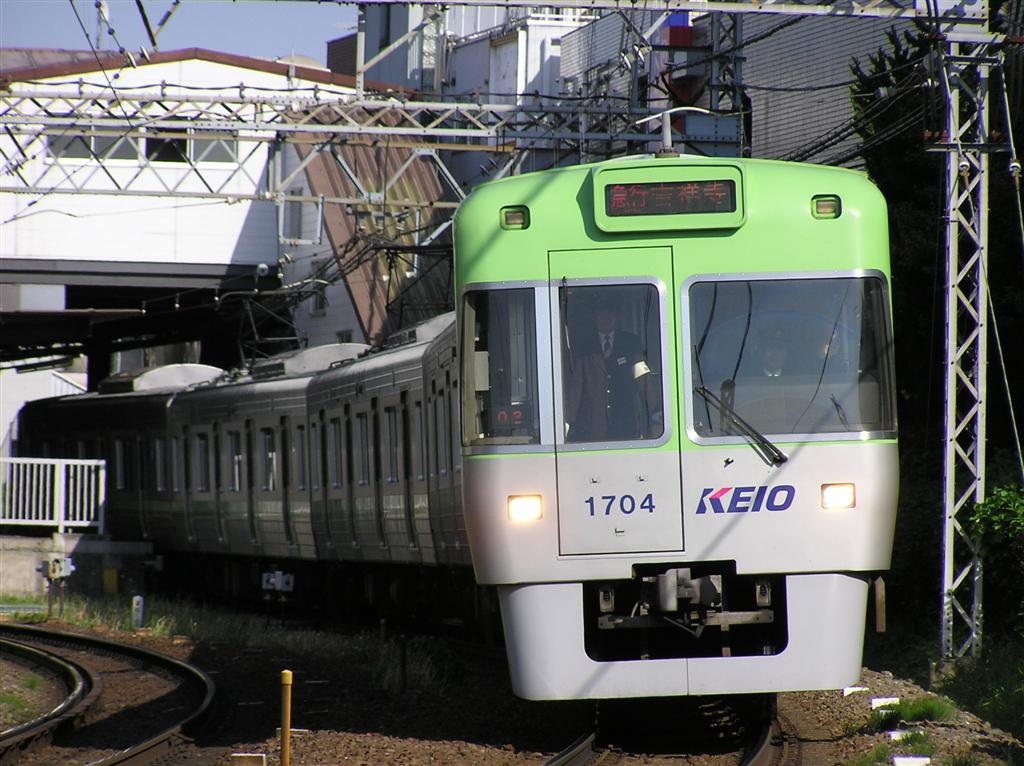
1000系 ライトグリーン 第4・11・18・25・32編成[色 1]
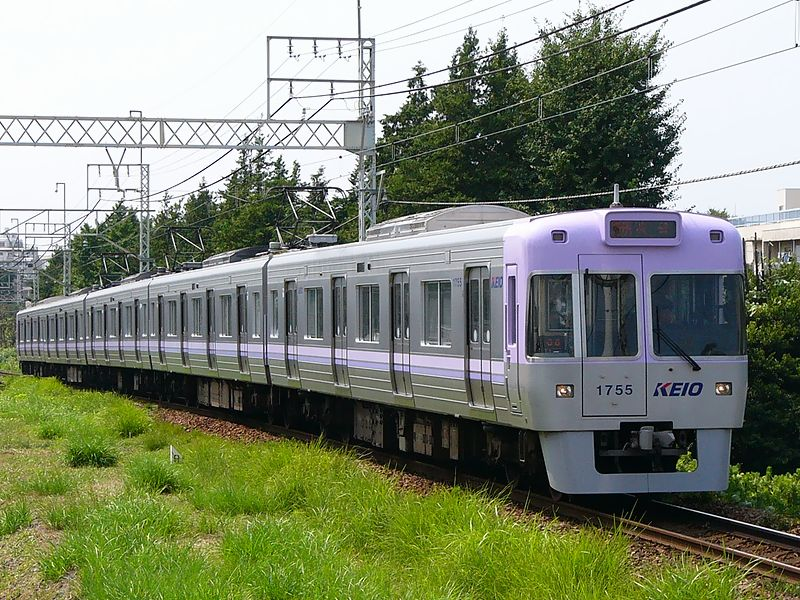
1000系 ラベンダー 第5・12・19・26・33編成[色 1]
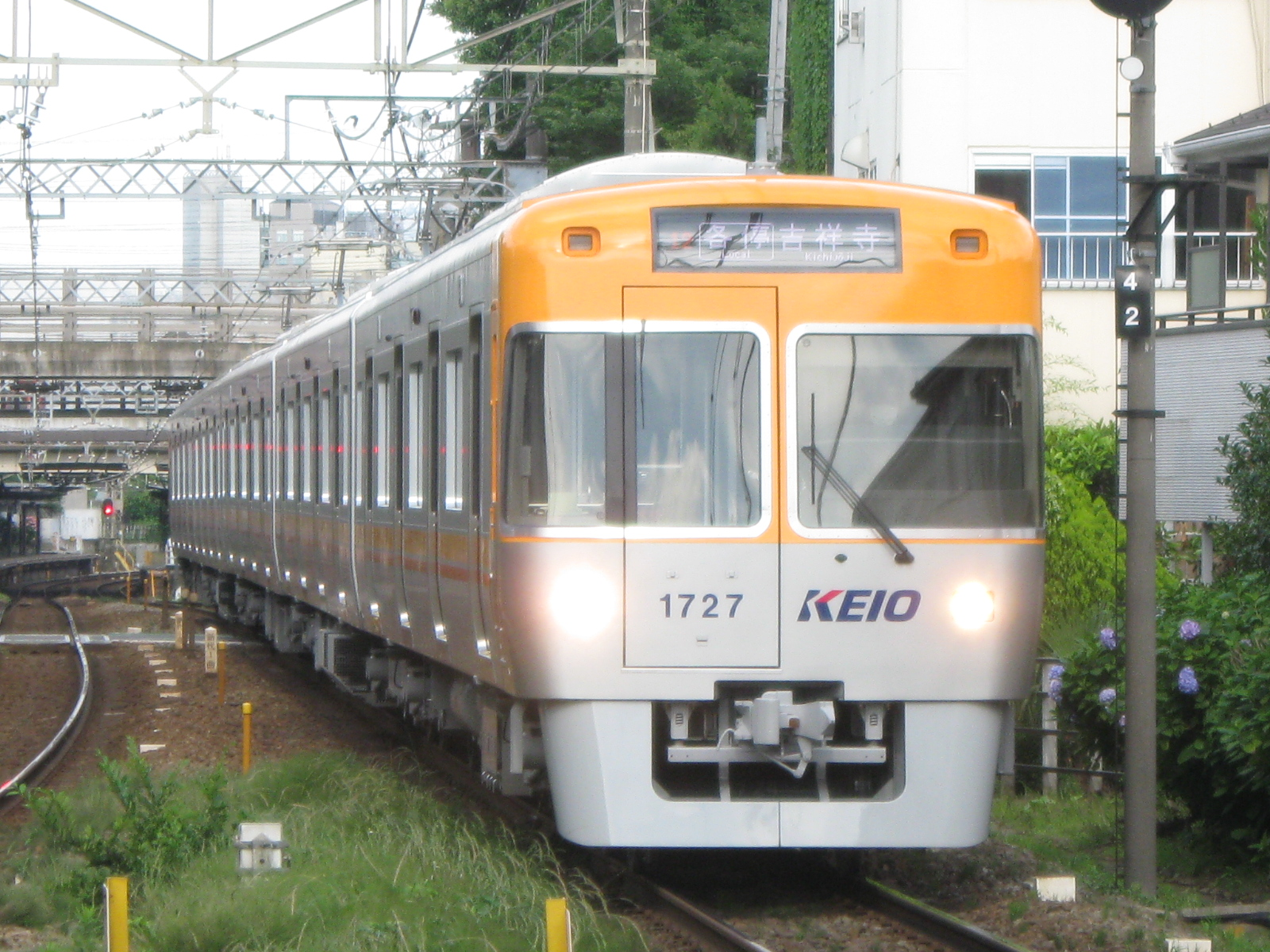
1000系 オレンジベージュ 1000系第6・13・27・34編成[色 1]
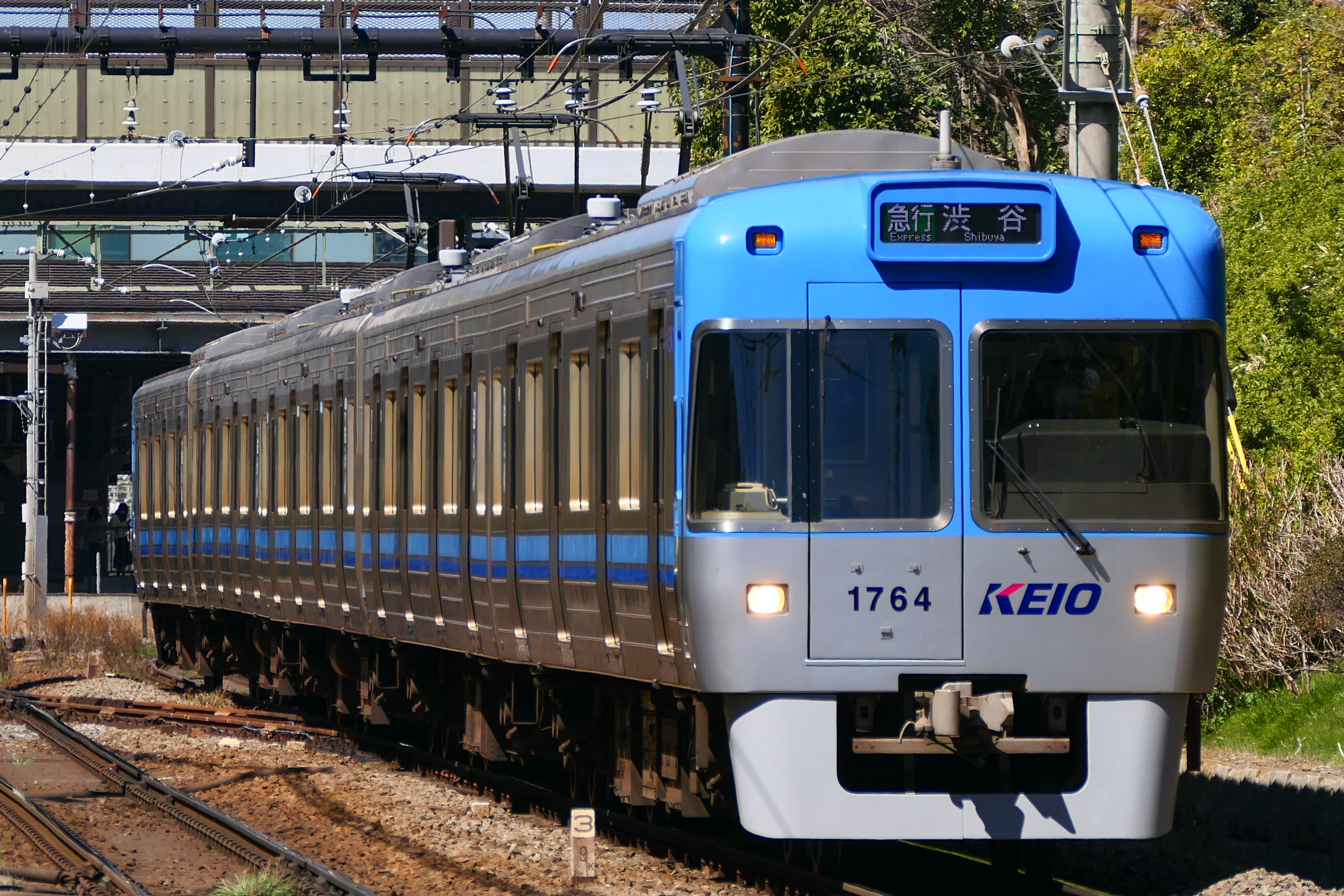
1000系 ライトブルー 第7・14・21・28編成
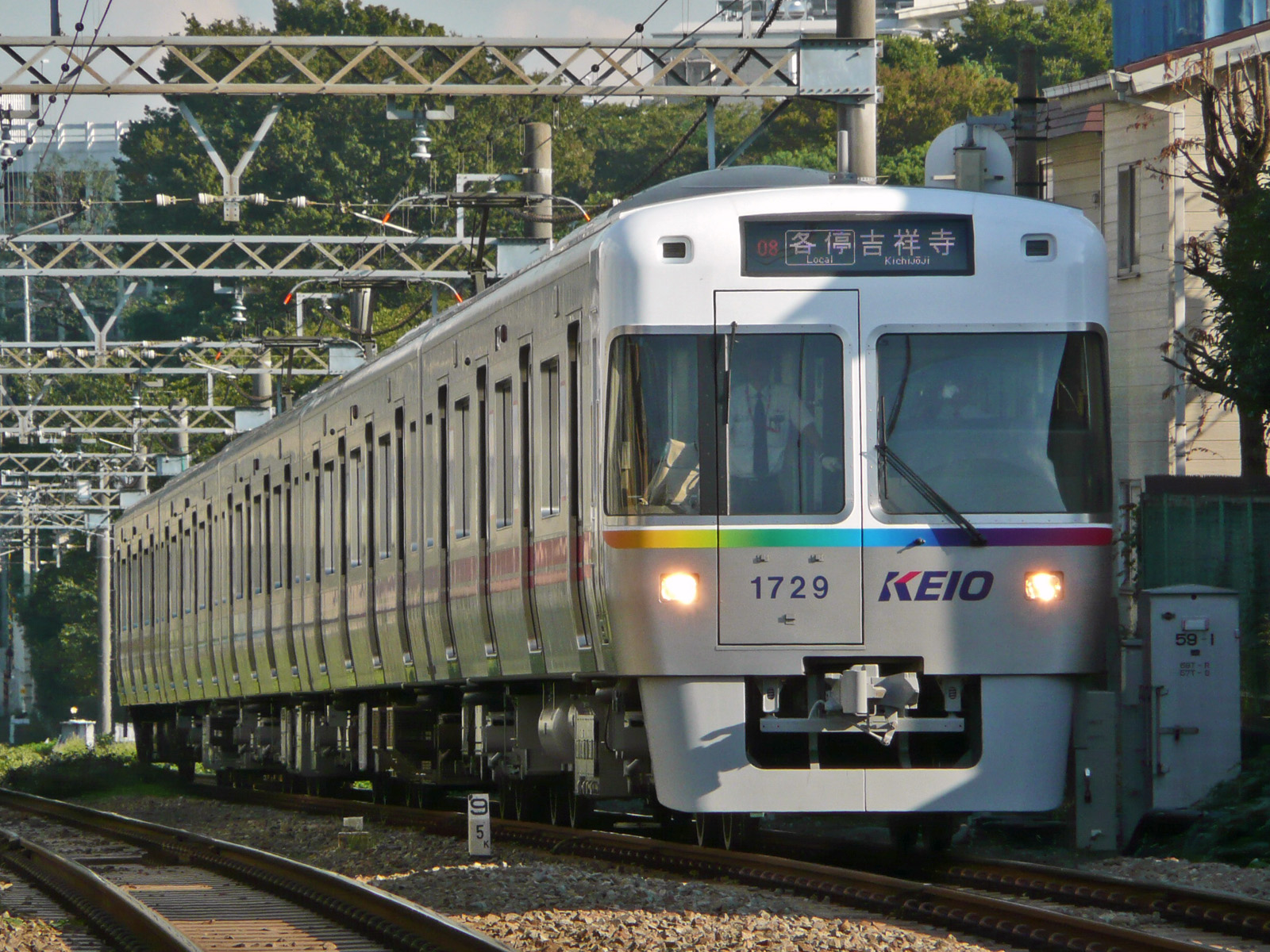
1000系 レインボーカラーラッピング 第29編成

1. 1 2 3 4 5  第16 - 20編成は3000系のみ、第30 - 34編成は1000系のみ。

1000系は20m級4つ扉、3000系は18.5m級3つ扉で、車両長とドア数が異なっていたため、起終点の渋谷駅と吉祥寺駅では次発列車の乗車位置を案内していた。
渋谷駅では1000系の乗車位置にはオレンジ色のランプが、3000系の乗車位置には緑色のランプがそれぞれ埋められており、乗客には点灯しているランプにあわせて3列に並ぶように呼びかけていた。ホーム上の放送は、「今度の■番線に、参ります、▲▲（種別）電車を、ご利用のお客さまは、足下××（橙ないし緑）色の点灯しているランプのところに、3列にお並びください」という内容で、男声は片山光男、女声は河本俊美が担当していた。なお3000系運用終了以降は、渋谷駅の放送も吉祥寺駅や他駅と同様、男声は関根正明、女声は大原さやかの放送に更新された。
吉祥寺駅では防護枕木に列車が乗り上げる事故が発生してから、渋谷寄りに1両分余分に設けられていたプラットホーム部分に停止位置を10m程ずらす措置が採られたため、乗車位置の足下ランプが一部はランプと同じ色の標示となっていた。2009年6月、ホーム改良工事に伴い足下ランプは消滅し、丸い印にとって替えられていった。ホーム上の放送も一部変化し、当初の「今度の▲▲（種別）、○○行きをご利用のお客さまは、足下××（橙ないし緑）色の点灯しているランプのところに、3列にお並びください」という内容から、「点灯しているランプのところに」の部分が「丸印のところに」へ変更された。
途中駅ではステッカーによる乗車位置の標示があり、駅員による放送では案内されることがあったものの、自動放送や電光掲示板では呼びかけていなかった。
3000系の運用終了後、3扉車乗車位置ステッカーは撤去されているが、一部の駅では3000系停車位置が撤去されずに残っている。

## 駅一覧
- 全駅東京都内に所在。
- 停車駅 … ●：停車、◇：イベント等開催時に一部列車が臨時停車（表の下部参照）、｜：通過。各駅停車はすべての駅に停車するため省略。
- 待避可能駅は永福町駅のみ（駅名横に#印で表示）。
- ホームドア … ○：設置済
- 駅番号は2013年2月22日から順次導入[15]

| 駅番号 | 駅名         | 駅間キロ | 累計キロ | 急行 | 接続路線 | ホームドア | 所在地   |
| ------ | ------------ | -------- | -------- | ---- | --- | ---------- | -------- |
| IN01   | 渋谷駅       | -        | 0.0      | ●    | 東日本旅客鉄道： 山手線 (JY 20)・ 埼京線 (JA 10)・ 湘南新宿ライン (JS 19) 東急電鉄： 東横線 (TY01)・ 田園都市線 (DT01) 東京地下鉄： 銀座線 (G-01) ・ 半蔵門線 (Z-01) ・ 副都心線 (F-16) | ○          | 渋谷区   |
| IN02   | 神泉駅       | 0.5      | 0.5      | ｜   | | ○          | 渋谷区   |
| IN03   | 駒場東大前駅 | 0.9      | 1.4      | ◇    | | ○          | 目黒区   |
| IN04   | 池ノ上駅     | 1.0      | 2.4      | ｜   | | ○          | 世田谷区 |
| IN05   | 下北沢駅     | 0.6      | 3.0      | ●    | 小田急電鉄： 小田原線 (OH07) | ○          | 世田谷区 |
| IN06   | 新代田駅     | 0.5      | 3.5      | ｜   | |            | 世田谷区 |
| IN07   | 東松原駅     | 0.5      | 4.0      | ｜   | |            | 世田谷区 |
| IN08   | 明大前駅     | 0.9      | 4.9      | ●    | 京王電鉄： 京王線 (KO06) |            | 世田谷区 |
| IN09   | 永福町駅 #   | 1.1      | 6.0      | ●    | | ○          | 杉並区   |
| IN10   | 西永福駅     | 0.7      | 6.7      | ｜   | |            | 杉並区   |
| IN11   | 浜田山駅     | 0.8      | 7.5      | ｜   | |            | 杉並区   |
| IN12   | 高井戸駅     | 1.2      | 8.7      | ｜   | |            | 杉並区   |
| IN13   | 富士見ヶ丘駅 | 0.7      | 9.4      | ｜   | |            | 杉並区   |
| IN14   | 久我山駅     | 0.8      | 10.2     | ●    | | ○          | 杉並区   |
| IN15   | 三鷹台駅     | 1.0      | 11.2     | ｜   | | ○          | 三鷹市   |
| IN16   | 井の頭公園駅 | 0.9      | 12.1     | ◇    | |            | 三鷹市   |
| IN17   | 吉祥寺駅     | 0.6      | 12.7     | ●    | 東日本旅客鉄道： 中央線（快速）(JC 11)・ 中央・総武線（各駅停車）(JB 02) | ○          | 武蔵野市 |

臨時停車駅
- 駒場東大前駅：大学入学共通テストや東京大学の入試など各種試験日、駒場祭当日などに臨時停車する。
- 井の頭公園駅：観桜時期の土休日に臨時停車する。

## 関連作品
- 『井の頭線』 - あさみちゆきの楽曲
- 『井の頭線』 - 藤田麻衣子の楽曲
- 『lovin life』 - FUNKY MONKEY BABYSの楽曲。当時メンバーの一人が交際していた女性が当路線の明大前に住んでいたことから。